# Wechtari
Wechtari,, Wectari ou Vectari (en latin, Wectari, en italien, Vectari), est un noble du royaume lombard d'Italie vivant vers le milieu du VIIe siècle qui fut dux de Cividale (Civitas Forumiuliana, duché de Frioul) sous le règne du roi Grimoald (662-671).

## Biographie
Ce duc lombard du Frioul nommé par le roi Grimoald (au plus tôt en 663) n'est connu que grâce aux écrits de l'historien des Lombards, Paul Diacre. Ce dernier nous informe que Wechtari était originaire de la cité de Vicence et que c'était « un homme bon qui gouvernait de la manière douce… ».
Alors qu'il se rendait à Pavie, la capitale lombarde, des Slaves en profitèrent pour attaquer le Frioul et Cividale. La « disposition divine » selon Paul Diacre, fit que Wechtari revint à temps. Il s'avança vers l'ennemi avec une petite troupe de vingt-cinq guerriers à peine. Les Slaves éclatèrent de rire en les voyant arriver quand Wechtari, valeureux guerrier, ôta son casque et se montra à l'ennemi qui prit peur en le voyant ; les Slaves se mirent à fuir et furent taillés en pièces par Wechtari et ses hommes qui massacrèrent près de 5 000 ennemis, chiffre probablement exagéré.
À Wechtari succéda avant 671 un certain Landari, puis Rodoald (avant 671), qui régna sur le duché jusqu'à la fin du siècle (Post hunc Wectari Laudari apud Forum-Julii ducatum tenuit. Quo defuncto, ei Rodoaldus in ducatum successit.).

## Sources primaires
- Paul Diacre, Histoire des Lombards, L. V, XXIII-XXIV.